# Berberis beauverdiana
Berberis beauverdiana är en berberisväxtart som beskrevs av Schneider. Berberis beauverdiana ingår i släktet berberisar, och familjen berberisväxter. Inga underarter finns listade i Catalogue of Life.